# Dépistage
Le dépistage, en médecine, consiste à rechercher une ou plusieurs maladies ou anomalies dites « à risques » chez les individus d'une population donnée. Ces investigations sont suivies ou non de consultations médicales, d'examens cliniques et de traitements.
De plus, le dépistage constitue une procédure préliminaire (test ou examen) visant à détecter un ou plusieurs signes ou symptômes caractéristiques d’une maladie ou d’un syndrome et pouvant potentiellement mener à une investigation plus approfondie. Par exemple à la suite d'examens complémentaires sur des échantillons biologiques, les analyses de biologie médicales contribuent à 70 % des diagnostics médicaux.
Dans le contexte pédiatrique, on peut voir le dépistage comme une évaluation préliminaire, servant à orienter un enfant vers certains professionnels (ex. : l’ergothérapeute, l'orthophoniste, le psychologue) qui pourront effectuer une évaluation plus exhaustive.
Le dépistage ne doit pas être confondu avec la prévention, mais il s'adresse aussi à des populations cliniquement asymptomatiques (phase préclinique) et peut s'intégrer, à ce titre, dans le cadre de la promotion de la santé et de ce qu'on appelle parfois une prévention secondaire.

## Objectifs et avantages du dépistage
Les maladies et/ou anomalies trouvées lors d'une action de dépistage le seront souvent à un stade précoce et ceci va avoir plusieurs intérêts :
- mettre en évidence un facteur de risque peut permettre de le corriger pour éviter la survenue d'une maladie. Par exemple, on dépiste l'hypercholestérolémie pour pouvoir, après l'avoir traitée par un régime ou un médicament, éviter de voir apparaître une maladie cardiovasculaire (infarctus du myocarde, accident vasculaire cérébral...) ;
- mettre en évidence une lésion favorisant une autre maladie. Par exemple, si on met en évidence un polype du côlon, on sait que ce polype a des risques de dégénérer en cancer : il faudra donc l'enlever et surveiller le patient pour s'assurer qu'il ne développe pas un cancer du côlon ;
- traiter à un stade précoce une maladie. Souvent, les traitements des cancers sont moins lourds et plus efficaces quand la maladie est découverte à un stade précoce qu'à un stade plus évolué, où le patient présente des symptômes ;
- traiter la maladie avant que des séquelles ne surviennent. Ainsi, on réalise systématiquement des tests sanguins aux nouveau-nés pour dépister des maladies avant qu'elles ne gênent le développement de l'enfant (par exemple, traitement d'une hypothyroïdie avant d'avoir un déficit de croissance et un déficit mental).

## Dépistage organisé
Un dépistage est dit organisé lorsqu’il répond à l’ensemble des dix critères de l’Organisation mondiale de la santé (OMS), :
1. La maladie dont on recherche les cas constitue un problème majeur de santé publique ;
2. Un traitement d'efficacité démontrée peut être administré aux sujets chez lesquels la maladie a été décelée ;
3. Les moyens appropriés de diagnostic et de traitement sont disponibles ;
4. Il existe une phase de latence ou de début des symptômes où la maladie est décelable ;
5. Une épreuve ou un examen de dépistage efficace existe ;
6. L'épreuve utilisée est acceptable pour la population ;
7. L'histoire naturelle de la maladie est connue, notamment son évolution de la phase de latence à la phase symptomatique ;
8. Le choix des sujets qui recevront un traitement est opéré selon des critères préétablis ;
9. Le coût de la recherche des cas (y compris les frais de diagnostic et de traitement des sujets reconnus malades) n’est pas disproportionné par rapport au coût global des soins médicaux ;
10. La recherche des cas est un processus continu et elle n’est pas considérée comme une opération exécutée « une fois pour toutes ».

## Ergothérapie, Psychomotricité et dépistage
L’ergothérapeute peut s’impliquer dans deux niveaux de dépistage. Le premier niveau est un dépistage de base, dans lequel la santé générale de l’enfant est observée (audition, vision, grandeur, développement physique, social, langagier, etc.), afin que l’enfant soit référé vers les ressources appropriées pour établir un diagnostic et définir la prise en charge au besoin. Dans les écoles, les ergothérapeutes peuvent participer au dépistage d’un grand nombre d’enfants pour vérifier si des tests plus approfondis sont nécessaires. Des exemples d’outils utilisés à ce niveau sont le Ages & Stages Questionnaires et le Bayley Infant Neurodevelopmental Screener. Le deuxième niveau de dépistage survient lorsqu’un professionnel de la santé ou un enseignant identifie un enfant comme étant à risque de présenter des problèmes au niveau du fonctionnement ou du développement. C’est généralement à ce niveau qu’intervient un ergothérapeute. Pour un professionnel, le dépistage sert à déterminer si l’enfant a besoin d’évaluations supplémentaires ou non et à déterminer la nature de ces évaluations. Plusieurs outils de dépistage peuvent être remplis directement par les parents (ex : le M-CHAT pour dépister l’autisme).
Psychomotricité et dépistage
Le psychomotricien profession de santé (en France), spécialisée dans la prévention, l'éducation, la rééducation, la remediation des troubles psychomoteurs peut également faire partie des interlocuteurs en pédiatrie.
Spécialiste du développement psychomoteur, souvent présent en crèche, il dispose, d'outils d'évaluation, de grilles d'observation pouvant permettre le dépistage des retards de développement.
Au sein des établissements de petites enfance, les psychométriciens réalisent une " veille développementale", forme les équipes au primo-repérage des particularités développementales.
Le psychomotricien peut également réaliser des examens plus approfondis du développement pour rechercher des troubles spécifiques ou non spécifiques du développement (TAC, TDA-H, Autisme).

## Performances d'un dépistage
Les personnes dépistées sont classées en sujets positifs ou en sujets négatifs selon que la maladie recherchée ait été supposée présente ou absente. Dans chacune de ces deux situations, les investigateurs ont pu se tromper. Donc en réalité, il existe quatre possibilités de résultats :
- la maladie existe réellement et elle a été trouvée (vrai positif) ;
- la maladie n'existe pas et les investigations n'ont rien trouvé (vrai négatif) ;
- la maladie existe réellement mais les investigations ne l'ont pas trouvée (faux négatif) ;
- les investigations ont trouvé une maladie qui n'existe pas (faux positif ou surdiagnostic) : l'analyse théorique fait alors appel au théorème de Bayes.

Les performances d'un dépistage dans une population sont bonnes si les faux positifs et les faux négatifs sont peu nombreux.

## Conditions nécessaires au dépistage
Pour mettre en œuvre un dépistage, il faut d'abord remplir certaines conditions :
- la maladie doit être assez fréquente. En effet, dépister une maladie rare ferait réaliser des examens à de nombreuses personnes, coûterait très cher pour ne traiter finalement que peu de patients ;
- la maladie doit être assez grave. Dépister une maladie bénigne n'a que peu d'intérêt ;
- la maladie doit avoir un stade précoce plus facilement traitable. Évidemment, il n'y a pas d'intérêt à découvrir quelque chose que l'on ne sait pas traiter ;
- il faut disposer d'un bon test de dépistage. Un test n'est jamais parfait, il donne toujours des faux positifs (test positif alors que la personne n'est pas malade) et des faux négatifs (test négatif alors que la personne est malade) ; un test de dépistage ne doit pas avoir trop de faux négatifs (dépistage inefficace) ni trop de faux positifs (on devrait faire trop d'examens complémentaires, qui peuvent être dangereux et coûteux chez des gens qui ne sont en fait pas malades et ne se plaignent de rien) ;
- le dépistage ne doit pas être coûteux puisqu'il s'applique à des populations de grande taille ;
- il doit déboucher sur des mesures thérapeutiques ou préventives concrètes ;
- le dépistage doit être simple à mettre en œuvre.

## Notion de population cible et de dépistage de masse
Il faut distinguer les dépistages de masse des dépistages sur population ciblée. Les dépistages de masse ou dépistages systématiques concernent une population non sélectionnée. Dans le cas particulier du critère d'âge, le dépistage est considéré comme généralisé à l'ensemble de la tranche considérée.

## Moyens du dépistage
- Examen clinique : palpation des seins, toucher rectal, toucher testiculaire...
- Examens biologiques : prises de sang, recherche de sang dans les selles, spermogramme...
- Prélèvements comme un frottis cervical...
- Recherche de mutation génétique : BRCA1 et 2 de certains cancers du sein et/ou de l'ovaire...
- Imagerie médicale : mammographie, échographie...
- Test de dépistage rapide à orientation diagnostique (TROD)
- Questionnaires et entretiens : pour les dépressions, comme l'échelle de dépression post-natale d’Édimbourg[8].

## Dépistage par pays

### France
- Dépistage chez le nouveau-né : phénylcétonurie, hyperplasie congénitales des surrénales, hypothyroïdie congénitales, drépanocytose et mucoviscidose.
- Dépistage chez le nourrisson et l'enfant : trouble de la croissance, de la prise de poids, trouble de la vue, de l'audition, du développement psychomoteur.

À l'âge adulte :
- Dépistage des facteurs de risque cardiovasculaire : HTA, dyslipidémie, diabète, surpoids et obésité.
- Dépistage des cancers : les cancers susceptibles d'être dépistés dans la population générale sont les cancers du sein, du col de l'utérus, les cancers colo-rectaux, les cancers de la prostate, le mélanome ; par ailleurs dans des populations ciblées ou lors de l'apparition de symptômes : le cancer de l'ovaire, du poumon, du testicule...
- Dépistage des complications du diabète : rétinopathie diabétique, micro- puis macroalbuminurie, insuffisance rénale, neuropathie diabétique, complications podologiques, artériopathie oblitérante des membres inférieurs...
- Dépistage de l'ostéoporose grâce à un examen d'ostéodensitométrie ;
- Dépistage de la DMLA.